# Sigrid Berka
Sigrid Berka, avstrijska slavistka, politologinja in diplomatka, * 27. julij 1969, Saalfelden 
Je nekdanja veleposlanica Republike Avstrije v Republiki Sloveniji.